# Liste der Naturschutzgebiete im Královéhradecký kraj

Lage des Královéhradecký kraj in Tschechien

Die Liste der Naturschutzgebiete im Královéhradecký kraj umfasst kleinflächige geschützte Gebiete in der Region Hradec Králové, Tschechien. Aufgenommen sind alle offiziell ausgewiesenen Naturreservate und Naturdenkmäler nach dem „Gesetz zum Schutz der Natur und der Landschaft 114/1992“ (Stand August 2008).
Für eine Gesamtübersicht siehe die Liste der Naturschutzgebiete in Tschechien.

## Nationale Naturreservate
| Name                             | Gründung | Größe [ha] | Lage                                                                          | Beschreibung | Ansicht |
| -------------------------------- | -------- | ---------- | ----------------------------------------------------------------------------- | ------------ | ------- |
| Adršpašsko-teplické skály        | 1933     | 1712       | Náchod: Adršpach, Teplice nad Metují; Trutnov: Jívka                          |              |         |
| Broumovské stěny                 | 1956     | 638,08     | Náchod: Božanov, Křinice, Machov, Martínkovice, Police nad Metují, Suchý Důl  |              |         |
| Bukačka                          | 1954     | 50,72      | Rychnov nad Kněžnou: Sedloňov                                                 |              |         |
| Kněžičky                         | 2006     | 89,1       | Hradec Králové: Lovčice; Nymburk: Kněžičky; Kolín: Žehuň                      |              |         |
| Trčkov                           | 1982     | 65,13      | Rychnov nad Kněžnou: Orlické Záhoří                                           |              |         |
| Žehuňská obora a Žehuňský rybník | 1948     | 1.452,91   | Hradec Králové: Lovčice; Nymburk: Běrunice, Kněžičky, Kolín: Žehuň, Choťovice |              |         |

## Naturreservate
| Name                            | Gründung | Größe [ha] | Lage                                                                                       | Beschreibung                                                  | Ansicht |
| ------------------------------- | -------- | ---------- | ------------------------------------------------------------------------------------------ | ------------------------------------------------------------- | ------- |
| Bažiny                          | 2002     | 3,25       | Rychnov nad Kněžnou: Dobré                                                                 |                                                               |         |
| Bedřichovka                     | 1982     | 10,7       | Rychnov nad Kněžnou: Orlické Záhoří                                                        |                                                               |         |
| Černý důl                       | 1933     | 26,37      | Rychnov nad Kněžnou: Bartošovice v Orlických horách, Rokytnice v Orlických horách          |                                                               |         |
| Dubno                           | 1956     | 86,19      | Náchod: Česká Skalice, Provodov-Šonov                                                      |                                                               |         |
| Farní stráň                     | 2008     | 13,69      | Náchod: Machov                                                                             |                                                               |         |
| Hořečky                         | 1994     | 0,57       | Rychnov nad Kněžnou: Olešnice v Orlických horách                                           |                                                               |         |
| Hoříněvská bažantnice           | 1933     | 21,02      | Hradec Králové: Hořiněves                                                                  |                                                               |         |
| Hraniční louka                  | 1982     | 8,85       | Rychnov nad Kněžnou: Orlické Záhoří                                                        |                                                               |         |
| Chropotínský háj                | 1955     | 18,7       | Hradec Králové: Ledce                                                                      |                                                               |         |
| Jelení lázeň                    | 1982     | 8,24       | Rychnov nad Kněžnou: Deštné v Orlických horách                                             |                                                               |         |
| Kačerov                         | 1984     | 13,07      | Rychnov nad Kněžnou: Zdobnice                                                              |                                                               |         |
| Kamenná hůra                    | 1956     | 13,16      | Jičín: Lázně Bělohrad                                                                      |                                                               |         |
| Komáří vrch                     | 1973     | 12,68      | Rychnov nad Kněžnou: Orlické Záhoří, Říčky v Orlických horách                              |                                                               |         |
| Kostelecký zámecký park         | 1995     | 29,46      | Rychnov nad Kněžnou: Kostelec nad Orlicí                                                   | Landschaftspark des Schlosses Kostelec nad Orlicí             |         |
| Kovačská bažantnice             | 1956     | 30,95      | Jičín: Kovač                                                                               |                                                               |         |
| Křížová cesta                   | 1956     | 12,92      | Náchod: Adršpach                                                                           | Felsenstadt im Landschaftsschutzgebiet Broumovsko             |         |
| Miletínská bažantnice           | 1954     | 63,64      | Jičín: Červená Třemešná, Miletín                                                           |                                                               |         |
| Modlivý důl                     | 1956     | 6,45       | Rychnov nad Kněžnou: Potštejn                                                              | Naturnahes Waldgebiet an der Wilden Adler nahe Potštejn       |         |
| Neratovské louky                | 1998     | 13,16      | Rychnov nad Kněžnou: Bartošovice v Orlických horách                                        |                                                               |         |
| Ostaš                           | 1956     | 29,5       | Náchod: Žďár nad Metují                                                                    | Tafelberg in den mittleren Sudeten                            |         |
| Peklo u Nového Města nad Metují | 1997     | 319,89     | Náchod: Česká Čermná, Jestřebí, Náchod, Nové Město nad Metují, Přibyslav, Sendraž          | Bewaldete Flusstäler am Zusammenfluss der Metuje und Olešenka |         |
| Podtrosecká údolí               | 1999     | 143,04     | Jičín: Libošovice, Mladějov; Semily: Hrubá Skála, Troskovice, Vyskeř                       | Flusstäler im Böhmischen Paradies rund um die Burg Trosky     |         |
| Pod Vrchmezím                   | 1960     | 16         | Rychnov nad Kněžnou: Olešnice v Orlických horách                                           |                                                               |         |
| Pod Zakletým                    | 1994     | 0,54       | Rychnov nad Kněžnou: Zdobnice                                                              | Feuchtwiese am Berg Zakletý (991 m) im Adlergebirge           |         |
| Prachovské skály                | 1928     | 261,91     | Jičín: Holín, Zámostí-Blata                                                                | Felsenstadt im Böhmischen Paradies                            |         |
| Sedloňovský vrch                | 1954     | 99,7       | Rychnov nad Kněžnou: Sedloňov                                                              |                                                               |         |
| Skalecký háj                    | 1984     | 3,16       | Rychnov nad Kněžnou: Podbřezí                                                              |                                                               |         |
| Šestajovická stráň              | 1994     | 13,53      | Náchod: Šestajovice                                                                        |                                                               |         |
| Trčkovská louka                 | 1982     | 11,12      | Rychnov nad Kněžnou: Orlické Záhoří                                                        |                                                               |         |
| Trotina                         | 1983     | 9,68       | Hradec Králové: Lochenice                                                                  |                                                               |         |
| Údolí Plakánek                  | 1990     | 90,82      | Jičín: Libošovice; Mladá Boleslav: Dobšín, Dolní Bousov                                    |                                                               |         |
| U Houkvice                      | 1954     | 24,94      | Rychnov nad Kněžnou: Týniště nad Orlicí                                                    |                                                               |         |
| Úlibická bažantnice             | 1956     | 27,53      | Jičín: Jičín, Úlibice                                                                      |                                                               |         |
| Ve slatinské stráni             | 1956     | 4,71       | Rychnov nad Kněžnou: Slatina nad Zdobnicí                                                  |                                                               |         |
| Vřešťovská bažantnice           | 1946     | 21,09      | Trutnov: Velký Vřešťov                                                                     |                                                               |         |
| Zámělský borek                  | 1946     | 7,12       | Rychnov nad Kněžnou: Záměl                                                                 |                                                               |         |
| Zbytka                          | 1994     | 79,42      | Náchod: Bohuslavice                                                                        |                                                               |         |
| Zemská brána                    | 1987     | 88,22      | Rychnov nad Kněžnou: Bartošovice v Orlických horách; Ústí nad Orlicí: Klášterec nad Orlicí |                                                               |         |

## Nationale Naturdenkmäler
| Name            | Gründung | Größe [ha] | Lage                                                          | Beschreibung                                      | Ansicht |
| --------------- | -------- | ---------- | ------------------------------------------------------------- | ------------------------------------------------- | ------- |
| Babiččino údolí | 1952     | 334,23     | Náchod: Červená Hora, Česká Skalice, Slatina nad Úpou, Žernov | Tal des Flusses Aupa im Vorland des Adlergebirges |         |

## Naturdenkmäler
| Name                           | Gründung | Größe [ha] | Lage | Beschreibung                                                                                        | Ansicht |
| ------------------------------ | -------- | ---------- | --- | --------------------------------------------------------------------------------------------------- | ------- |
| Bělečský písník                | 1983     | 4,11       | Hradec Králové: Běleč nad Orlicí                                                                           | |         |
| Bělohradská bažantnice         | 1998     | 51,19      | Jičín: Lázně Bělohrad                                                                                      | |         |
| Borek                          | 1956     | 4,67       | Náchod: Teplice nad Metují                                                                                 | |         |
| Broumarské slatiny             | 1984     | 1,69       | Rychnov nad Kněžnou: Semechnice                                                                            | |         |
| Byšičky                        | 1998     | 89,97      | Jičín: Lázně Bělohrad, Lukavec u Hořic, Vřesník                                                            | Wüstung im Vorland des Riesengebirges. Komplex von Waldteichen und Feuchtwiesen, Amphibienrefugium. |         |
| Cidlinský hřeben               | 1998     | 135,31     | Jičín: Kněžnice, Železnice                                                                                 | |         |
| Černá stráň                    | 1960     | 11,46      | Hradec Králové: Hradec Králové                                                                             | |         |
| Čertovy hrady                  | 1949     | 1,02       | Trutnov: Dvůr Králové nad Labem                                                                            | |         |
| Dubolka                        | 1990     | 2,15       | Jičín: Ohařice, Samšina                                                                                    | |         |
| Farářova louka                 | 1998     | 29,27      | Jičín: Červená Třemešná, Hořice                                                                            | |         |
| Herlíkovické štoly             | 1981     | 0,1        | Trutnov: Strážné                                                                                           | Historische Stollen in der Elbklemme im Riesengebirge. Winterquartier von 14 Fledermausarten.       |         |
| Homolka                        | 1990     | 2,02       | Jičín: Borek                                                                                               | |         |
| Hřídelecká Hůra                | 1980     | 1,86       | Jičín: Lázně Bělohrad                                                                                      | |         |
| Chyjická stráň                 | 1998     | 35,45      | Jičín: Chyjice, Jičíněves                                                                                  | |         |
| Kačenčina zahrádka             | 2005     | 0,67       | Rychnov nad Kněžnou: Deštné v Orlických horách                                                             | |         |
| Kalské údolí                   | 1998     | 24,59      | Jičín: Borek u Miletína, Pecka, Vřesník                                                                    | |         |
| Kazatelna                      | 1998     | 69,1       | Jičín: Rašín, Třebnouševes                                                                                 | |         |
| Kočičí skály                   | 1956     | 6,08       | Náchod: Žďár nad Metují                                                                                    | |         |
| Křižánky                       | 1998     | 48,34      | Jičín: Zelenecká Lhota                                                                                     | |         |
| Labská soutěska                | 1977     | 2,8        | Trutnov: Vrchlabí                                                                                          | |         |
| Libunecké rašeliniště          | 1998     | 18,69      | Jičín: Libuň                                                                                               | |         |
| Lom Strážné                    | 1998     | 4,22       | Trutnov: Strážné                                                                                           | |         |
| Louky v České Čermné           | 1994     | 3,3        | Náchod: Česká Čermná                                                                                       | |         |
| Meziluží                       | 1997     | 1,47       | Jičín: Libošovice                                                                                          | |         |
| Mořská transgrese              | 2008     | 0.8498     | Náchod: Teplice nad Metují, Vernéřovice                                                                    | Beispiel einer marinen Transgression im ChKO Broumovsko                                             |         |
| Na bahně                       | 1933     | 1,91       | Hradec Králové: Běleč nad Orlicí                                                                           | |         |
| Nad Blatinou                   | 1990     | 6,26       | Jičín: Jeřice                                                                                              | |         |
| Na Hadovně                     | 1985     | 0,39       | Rychnov nad Kněžnou: Proruby                                                                               | |         |
| Na Plachtě 1                   | 1998     | 10,3       | Hradec Králové: Hradec Králové                                                                             | |         |
| Na Plachtě 2                   | 1998     | 28,79      | Hradec Králové: Hradec Králové                                                                             | |         |
| Na víně                        | 1990     | 5,48       | Jičín: Újezd pod Troskami                                                                                  | |         |
| Novopacký vodopád              | 1980     | 3,8        | Jičín: Vidochov                                                                                            | |         |
| Oborská luka                   | 1998     | 11,81      | Jičín: Libuň                                                                                               | |         |
| Orlice                         | 1991     | 62,94      | Hradec Králové: Běleč nad Orlicí, Blešno, Třebechovice pod Orebem; Rychnov nad Kněžnou: Týniště nad Orlicí | |         |
| Ostruženské rybníky            | 1998     | 67,91      | Jičín: Březina, Ohaveč, Ostružno                                                                           | |         |
| Pamětník                       | 1995     | 33,89      | Hradec Králové: Chlumec nad Cidlinou                                                                       | |         |
| Rašelina                       | 1994     | 3,65       | Náchod: Nový Hrádek                                                                                        | |         |
| Rašeliniště pod Pětirozcestím  | 1984     | 0,54       | Rychnov nad Kněžnou: Zdobnice                                                                              | |         |
| Rašeliniště pod Předním vrchem | 1984     | 3,51       | Rychnov nad Kněžnou: Bartošovice v Orlických horách                                                        | |         |
| Roudnička a Datlík             | 1988     | 29,71      | Hradec Králové: Hradec Králové                                                                             | |         |
| Rybník Jíkavec                 | 1998     | 7,31       | Jičín: Ohařice                                                                                             | |         |
| Rybník Kojetín                 | 1998     | 12,16      | Jičín: Cholenice                                                                                           | |         |
| Rybník Mordýř                  | 1998     | 6,92       | Jičín: Střevač                                                                                             | |         |
| Rybník Vražda                  | 1998     | 6,27       | Jičín: Jinolice                                                                                            | |         |
| Sfinga                         | 1985     | 0,2        | Rychnov nad Kněžnou: Liberk                                                                                | |         |
| Sítovka                        | 1960     | 8,14       | Hradec Králové: Hradec Králové                                                                             | |         |
| Slunečná stráň                 | 1995     | 14,91      | Trutnov: Svoboda nad Úpou                                                                                  | |         |
| Stav                           | 1980     | 0,98       | Jičín: Úbislavice                                                                                          | |         |
| Strž ve Stupné                 | 1990     | 3,85       | Jičín: Vidochov                                                                                            | |         |
| Svatá Anna                     | 1990     | 3,83       | Jičín: Dolní Lochov, Ostružno                                                                              | |         |
| U císařské studánky            | 1933     | 1,27       | Hradec Králové: Hradec Králové                                                                             | |         |
| U Čtvrtečkova mlýna            | 1985     | 2,2        | Rychnov nad Kněžnou: Dobřany, Sněžné                                                                       | |         |
| Údolí Bystřice                 | 1998     | 17,11      | Jičín: Boháňka, Hořice                                                                                     | |         |
| Údolí Javorky                  | 1998     | 7,5        | Jičín: Lázně Bělohrad                                                                                      | |         |
| U Glorietu                     | 1954     | 11,43      | Rychnov nad Kněžnou: Týniště nad Orlicí                                                                    | |         |
| U Kunštátské kaple             | 1973     | 2,86       | Rychnov nad Kněžnou: Orlické Záhoří                                                                        | |         |
| U Sítovky                      | 1983     | 6,42       | Hradec Králové: Hradec Králové                                                                             | |         |
| Velká louka                    | 1982     | 2,34       | Rychnov nad Kněžnou: Orlické Záhoří                                                                        | |         |
| Veselský háj a rybník Smrkovák | 1998     | 106,15     | Jičín: Sběř, Staré Smrkovice, Vysoké Veselí                                                                | |         |
| Vodní tůň                      | 1948     | 0,31       | Rychnov nad Kněžnou: Borohrádek                                                                            | |         |
| Zebín                          | 1980     | 5,73       | Jičín: Jičín                                                                                               | Hügel in der komponierten Landschaft bei Jičín                                                      |         |
| Žlunické polesí                | 1998     | 220,04     | Jičín: Sekeřice, Žlunice                                                                                   | |         |